# Irena Zappe
Irena Zappe (ur. 5 kwietnia 1919 w Zaleszczykach, zm. 14 lipca 2013 we Lwowie) – polska wychowawczyni i działaczka społeczna, animatorka polskiego środowiska we Lwowie.

## Życiorys
Córka Alojzego, pracownika kolei, i Janiny zd. Juzwa, nauczycielki. Dzieciństwo spędziła w Korościatynie, gdzie ojciec był naczelnikiem stacji kolejowej. W 1935 r. zamieszkała na stałe we Lwowie. Tu zdała maturę i ukończyła studia. W czasie II wojny światowej służyła jako łączniczka w Armii Krajowej. Jej najstarsza siostra, Maria, została wywieziona przez Sowietów do Charkowa, a następnie w głąb Rosji. Dwie inne siostry, Aleksandra i Barbara, w lipcu 1941 r. zostały zamordowane we wsi Leżanówka przez nacjonalistów ukraińskich. Po wcieleniu Lwowa do ZSRR Irena pozostała w mieście. Od 1952 r. wraz z siostrą Jadwigą prowadziła przez dziesiątki lat w swoim mieszkaniu przy dawnej ul. Potockiego tajną pracę wychowawczą z dziećmi i młodzieżą z lwowskich rodzin, często ubogich i zaniedbanych. Uczyła ich języka polskiego, historii i literatury oraz wartości patriotycznych i zasad wiary katolickiej. Była z tego powodu inwigilowana przez KGB. Odsunięto ją od działalności naukowej na Uniwersytecie Lwowskim, gdzie była zatrudniona, pozwalając jej jedynie na pracę na stanowisku pracownika technicznego. Próbowano też wytoczyć jej proces sądowy, ale wychowankowie stali w obronie obu sióstr.

## Odznaczenia
Za swoją działalność Irena i Jadwiga w 2006 r. zostały odznaczone Krzyżami Kawalerskimi Orderu Zasługi Rzeczypospolitej Polskiej, które przyznał im prezydent RP Lech Kaczyński.
W 2008 r. otrzymały Nagrodę Kustosz Pamięci Narodowej, przyznaną im przez Kapitułę Nagrody, działającą przy Instytucie Pamięci Narodowej.